# Тормо, Рикардо
Рикардо Тормо Блая (исп. Ricardo Tormo Blaya; 7 сентября 1952, Аякор, Канальс — 27 декабря 1998 года, Валенсия, Испания) — испанский мотогонщик. Двукратный чемпион мира по шоссейно-кольцевых мотогонок MotoGP в классе 50 см3 (в 1978 и 1981 годах). В честь Рикардо Тормо названа трасса в Валенсии.

## Биография
Тормо родился в Аякоре, муниципалитете Канальс испанской провинции Валенсии. Когда ему было 8 лет, его семья переехала в Каналс.
Тормо выиграл чемпионат мира по шоссейно-кольцевых мотогонок MotoGP в классе 50 см3 в составе заводской гоночной команды Bultaco. Он во второй раз стал чемпионом в 1981 году снова на мотоцикле Bultaco, правда в составе частной команды. Рикардо также был трехкратным чемпионом Испании в классе 50 см3 и четырехкратным в классе 125 см3. Его карьера была тесно связана с Анхелем Ньето, который был и его товарище по команде и соперником.
В 1983 году вместе с Хорхе "Аспаром" Мартинесом Рикардо Тормо подписал контракт с заводской командой Derbi для участия в чемпионате мира 1984 года в новой категории 80 см3. На первой гонке года в Мизано у мотоцикла Риккардо отказал двигатель. Вторая гонка сезона должна была состояться на трассе Харама в Испании.
В то время в Испании было всего две официальные трассы, одна в Хараме, другая в Калафати. Команда планировала провести тестовые заезды перед гонкой, но обе трассы были уже заняты, что заставило их проводить тренировки в Мартуреляс. Этот муниципалитет расположен в провинции Барселона на территории индустриального парка рядом с заводом Derbi. Команда иногда здесь проводила тесты, перекрывая дороги общего пользования для создания безопасных условий гонщикам. Тем не менее, во время практики перед Гран-При Испании, туда попал один автомобиль через одного из помощников команды, которые, как предполагалось, перекрыли все дороги. Рикардо Тормо, который испытывал новый гоночный костюм, врезался в машину и разбил правую ногу. Авария положила конец его гоночной карьеры и положила начало бесчисленным операциям.
В 1994 году Рикардо Тормо получил высшую награду правительства Валенсии.
27 декабря 1998 года Рикардо Тормо умер от лейкемии, с которой он боролся в течение многих лет.
В его честь ипподром Валенсии был переименован в «Трассу имени Рикардо Тормо».